# Cantón de Saint-Jean-de-Bournay
El cantón de Saint-Jean-de-Bournay era una división administrativa francesa, que estaba situada en el departamento de Isère y la región de Ródano-Alpes.

## Composición
El cantón estaba formado por quince comunas:
- Artas
- Beauvoir-de-Marc
- Châtonnay
- Culin
- Eclose
- Lieudieu
- Meyrieu-les-Étangs
- Meyssiez
- Royas
- Saint-Agnin-sur-Bion
- Sainte-Anne-sur-Gervonde
- Saint-Jean-de-Bournay
- Savas-Mépin
- Tramolé
- Villeneuve-de-Marc

## Supresión del cantón de Saint-Jean-de-Bournay
En aplicación del Decreto nº 2014-180 de 18 de febrero de 2014, el cantón de Saint-Jean-de-Bournay fue suprimido el 22 de marzo de 2015 y sus 15 comunas pasaron a formar parte; ocho del nuevo cantón de Bièvre, cinco del nuevo cantón de L'Isle-d'Abeau una del nuevo cantón de Bourgoin-Jalleau, y una del nuevo cantón de La Verpillière.